# AEK Atena FC
AEK Atena (greacă Αθλητική Ένωσις Κωνσταντινουπόλεως - Athlitiki Enosis Konstantinoupoleos) este o echipă de fotbal din Atena, Grecia care evoluează în Superliga Greacă.
Înființată la Atena de refugiații greci din Constantinopol în urma războiului greco-turc (1919–1922), AEK este una dintre cele mai de succes echipe din fotbalul grecesc, câștigând 32 de titluri naționale și fiind singurul club care a câștigat toate competițiile organizate de Federația Elenă de Fotbal (13 Campionate ale Greciei, 16 Cupe ale Grecie , 1 Cupă a Ligii și 2 Supercupe).
Clubul a participat de mai multe ori la competiții europene. Este singura echipă greacă care a avansat în semifinalele Cupei UEFA (1976-77) și în sferturile de finală ale Cupei Cupelor UEFA de două ori (1996-97 și 1997-98).
AEK a fost, de asemenea, prima echipă greacă care a ajuns în sferturile de finală ale Cupei Campionilor Europeni (1968–69) și care s-a calificat în faza grupelor Ligii Campionilor (1994–95).

## Palmares
- Superliga Greacă:

Campioni (13) : 1938–39, 1939–40, 1962–63, 1967–68, 1970–71, 1977–78, 1978–79, 1988–89, 1991–92, 1992–93, 1993–94, 2017–18, 2022–23
- Cupa Greciei

Câștigători (16) : 1932, 1939, 1949, 1950, 1956, 1964, 1966, 1978, 1983, 1996, 1997, 2000, 2002, 2011, 2016, 2023
- Supercupa Greciei

Câștigători (2)  :  1989, 1996
- Cupa Ligii Greciei

Câștigători (1)  : 1990

## Lotul actual
La 14 august 2025.
| Nr. |            | Poziție | Jucător                            |
| --- | ---------- | ------- | ---------------------------------- |
| 1   | Albania    | P       | Thomas Strakosha                   |
| 2   | Camerun    | F       | Harold Moukoudi (al 3-lea căpitan) |
| 3   | Grecia     | F       | Stavros Pilios                     |
| 4   | Polonia    | M       | Damian Szymański                   |
| 6   | Danemarca  | M       | Jens Jønsson                       |
| 7   | Elveția    | A       | Dereck Kutesa                      |
| 8   | Serbia     | M       | Mijat Gaćinović                    |
| 9   | Serbia     | A       | Luka Jović                         |
| 11  | Mauritania | A       | Aboubakary Koïta                   |
| 12  | Grecia     | F       | Lazaros Rota                       |
| 13  | Mexic      | M       | Orbelín Pineda                     |
| 14  | Haiti      | A       | Frantzdy Pierrot                   |
| 17  | Grecia     | M       | Dimitris Kaloskamis                |
| 18  | România    | M       | Răzvan Marin                       |
| 19  | Suedia     | M       | Niclas Eliasson                    |
| 20  | Grecia     | M       | Petros Mantalos (vice-căpitan)     |

| Nr. |            | Poziție | Jucător                   |
| --- | ---------- | ------- | ------------------------- |
| 21  | Croația    | F       | Domagoj Vida (căpitan)    |
| 22  | Peru       | F       | Alexander Callens         |
| 23  | Croația    | M       | Robert Ljubičić           |
| 24  | Grecia     | F       | Gerasimos Mitoglou        |
| 26  | Franța     | A       | Anthony Martial           |
| 28  | Anglia     | F       | Moses Odubajo             |
| 29  | Scoția     | F       | James Penrice             |
| 34  | Grecia     | P       | Christos Kosidis          |
| 37  | Argentina  | M       | Roberto Pereyra           |
| 41  | Grecia     | P       | Marios Balamotis          |
| 44  | Portugalia | F       | Filipe Relvas             |
| 55  | Grecia     | F       | Konstantinos Chrysopoulos |
| 81  | Grecia     | P       | Angelos Angelopoulos      |
| 90  | Angola     | A       | Zini                      |
| 91  | Italia     | P       | Alberto Brignoli          |